# Epipactis mairei
Epipactis mairei är en orkidéart som beskrevs av Rudolf Schlechter. Epipactis mairei ingår i släktet knipprötter, och familjen orkidéer. Inga underarter finns listade i Catalogue of Life.